# Waldburg-Friedburg-Scheer
Waldburg-Friedburg-Scheer fue un Condado gobernado por la Casa de Waldburg, localizado al sudeste de Baden-Württemberg, Alemania. Waldburg-Friedburg-Scheer era una partición de Waldburg-Trauchburg, al que fue reincorporado en 1717.
- Datos: Q4017758